# Henne mit Küken

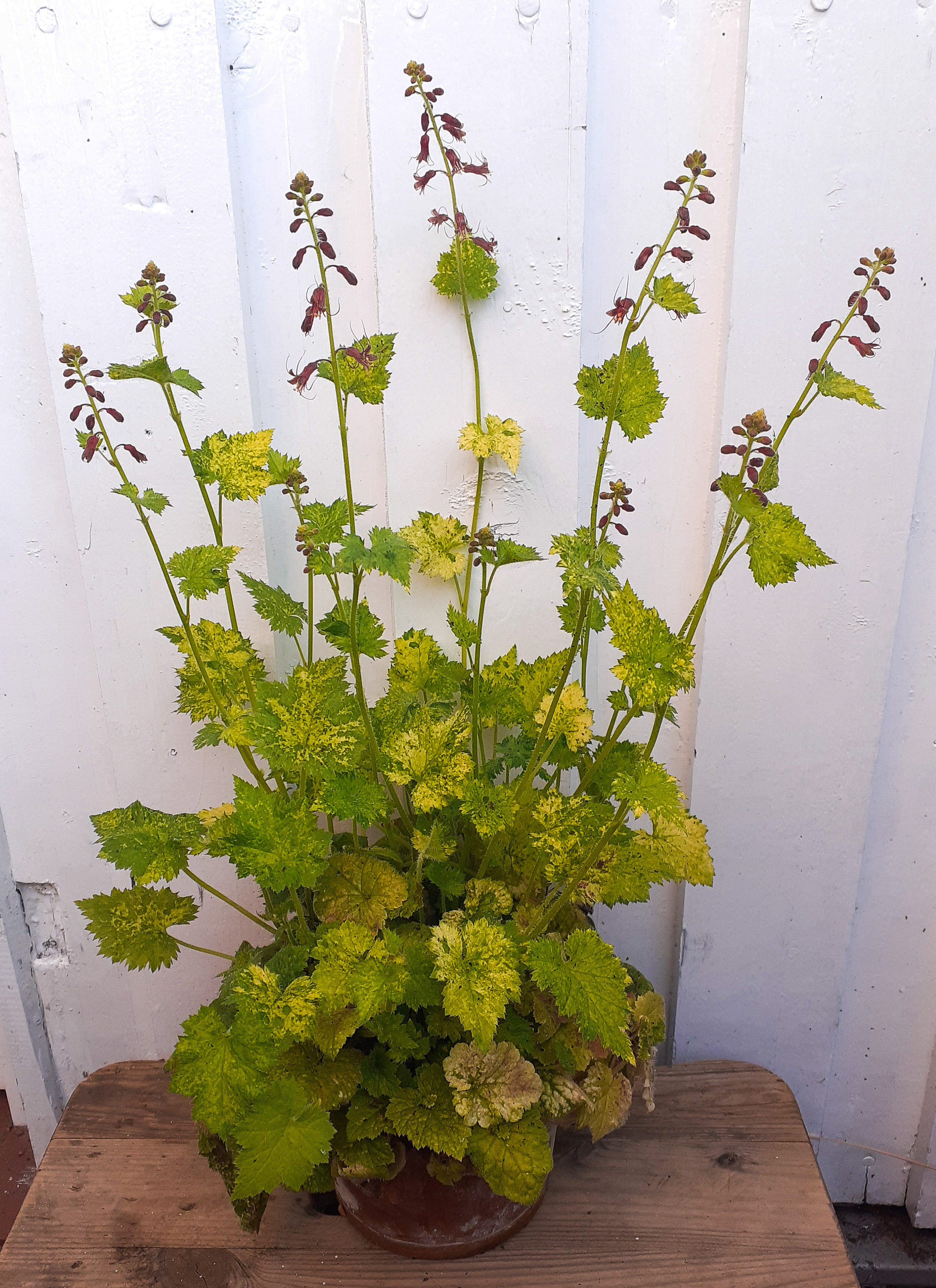
Tolmiea menziesii 'Taff's Gold' in Blüte

Henne mit Küken (Tolmiea menziesii), auch Lebendblatt genannt, ist die einzige Pflanzenart aus der Gattung Tolmiea in der Familie der Steinbrechgewächse (Saxifragaceae). Sie ist im nordwestlichen Nordamerika beheimatet und wird als Zierpflanze in Parks, Gärten und Räumen verwendet. Der Gattungsname Tolmiea ehrt William Fraser Tolmie (1812–1886), einen schottisch-kanadischen Arzt und Wissenschaftler.

## Beschreibung

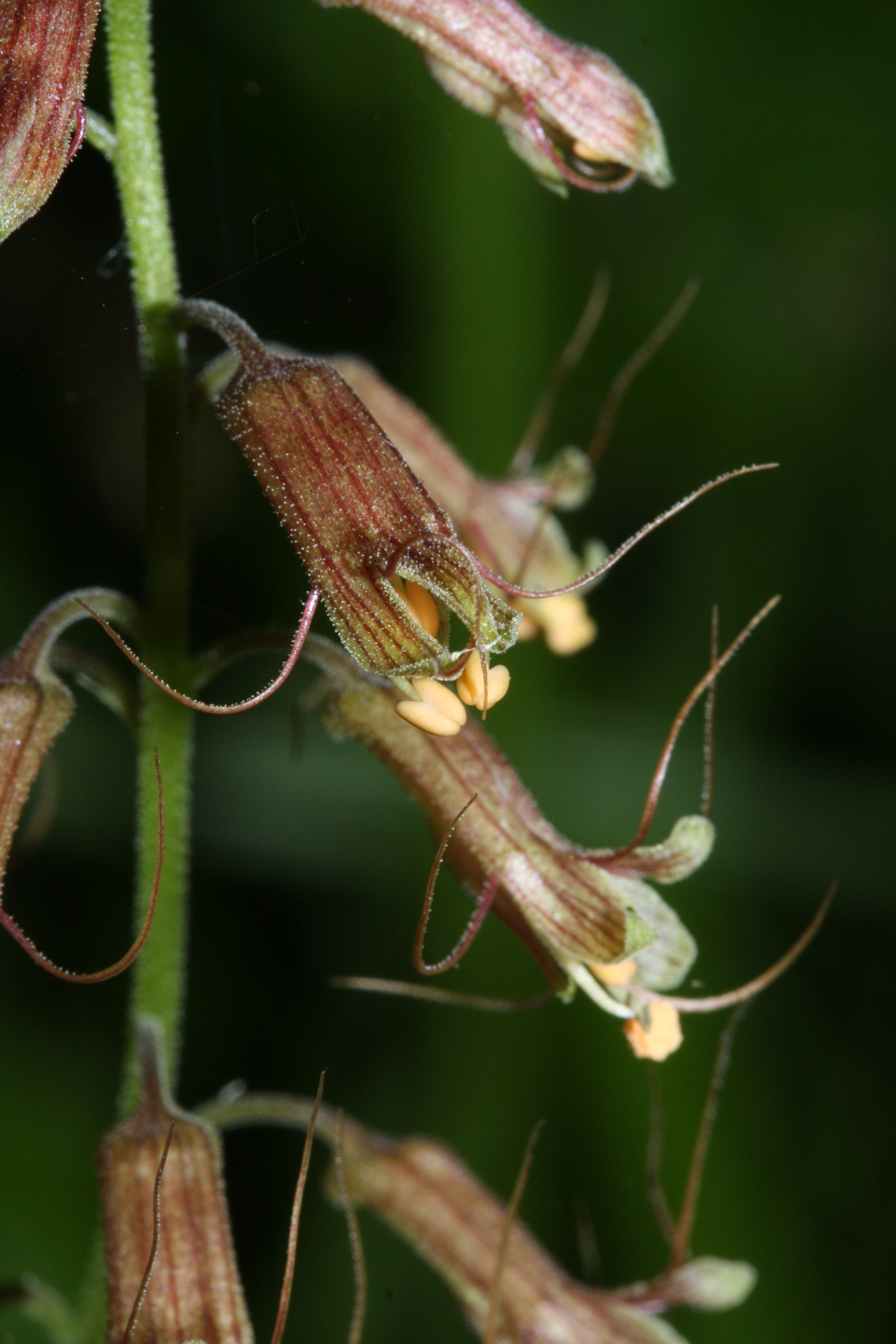
Ausschnitt eines Blütenstandes mit den Blüten im Detail

### Vegetative Merkmale
Die Henne mit Küken ist eine immergrüne, ausdauernde, krautige Pflanze. Es wird ein Rhizom als Überdauerungsorgan ausbildet; es sind auf ihm die haltbaren Blattbasen zu erkennen.
Die gestielten Laubblätter sind in einer grundständigen Rosette und am Stängel angeordnet. Die Blattspreite ist bei einer Länge von bis zu 10 Zentimetern eiförmig und schwach fünf- bis siebenlappig mit herzförmiger Spreitenbasis und meist spitzem, selten stumpfem oberen Ende. Der Blattrand ist mehr oder weniger stark unregelmäßig gesägt bis fast gezähnt und jeder Blattzahn endet in einem Drüsenhaar. Die Stängelblätter sind höchstens wenig länger als breit, das Längen-Breiten-Verhältnis beträgt im Durchschnitt 0,9 (0,6 bis 1,1). Die Blattspreite weist oft Brutknospen auf, die der vegetativen Vermehrung dienen und auf die sich ihre Trivialnamen beziehen. Es sind Nebenblätter vorhanden.

### Generative Merkmale
Die Blüten stehen in einem traubigen Blütenstand zusammen. Sie stehen an einem Blütenstiel jeweils über einem Deckblatt. Die zwittrigen Blüten sind zygomorph mit doppelter Blütenhülle. Der Blütenbecher (Hypanthium) ist an seiner Unterseite tief eingeschnitten. Die drei oberen Kelchblätter sind stumpf, die zwei unteren spitz und kleiner als die oberen. Es sind vier Kronblätter vorhanden. Die meist drei, selten sind es nur zwei Staubblätter besitzen dünne Staubfäden und sind auf der Spitze des Blütenbechers inseriert. Zwei Fruchtblätter sind zu einem oberständigen, einkammerigen Fruchtknoten nur im unteren Bereich verwachsen. Die meist zwei Griffel sind braun, fadenförmig und zurückgebogen.
Die Blütezeit reicht von Mai bis Juni.
Die Kapselfrucht ist zweischnäblig. Die fast schwarzen Samen sind fast kugelig und deutlich stachelig.
Die Chromosomenzahl beträgt 2n = 28.

## Vorkommen
Henne mit Küken kommt im nordwestlichen Nordamerika in British Columbia, Alaska, Oregon und Washington vor. Sie gedeiht an Flussufern und in feuchten Wäldern in Höhenlagen zwischen 0 und 1800 Meter.

## Nutzung
Henne mit Küken wird zerstreut als Zierpflanze für Gehölzgruppen, Ampeln, Balkone und Zimmer genutzt. Sie ist seit spätestens 1812 in Kultur. Die Sorte 'Taff's Gold' hat hellgrüne Blätter, die mit weißen und gelben Flecken oder Punkten bedeckt sind.

## Belege
- Douglas E. Soltis, Walter S. Judd, Pamela S. Soltis, Patrick E. Elvander: Tolmiea in der Flora of North America, Volume 8, 2009, S. 108: Tolmiea menziesii – Online. (Abschnitt Beschreibung, Systematik und Verbreitung, dort zwei Arten)
- Eckehart J. Jäger, Friedrich Ebel, Peter Hanelt, Gerd K. Müller (Hrsg.): Rothmaler Exkursionsflora von Deutschland. Band 5: Krautige Zier- und Nutzpflanzen. Spektrum Akademischer Verlag, Berlin Heidelberg 2008, ISBN 978-3-8274-0918-8.
- Gordon Cheers (Hrsg.): Botanica: Das ABC der Pflanzen. 10.000 Arten in Text und Bild. Könemann Verlagsgesellschaft, 2003, ISBN 3-8331-1600-5, S. 891–892.